# Villa Falkenhorst
Koordinaten: 47° 12′ 5,8″ N, 9° 45′ 45,4″ O
Die Villa Falkenhorst ist eine dreigeschoßige Villa in einem etwa 10.000 m² großen Park in Thüringen in Vorarlberg, die John Douglass, 14. Lord of Tilquhillie in den Jahren 1837/1838 errichten ließ.

## Wortbedeutung
„Man gab ihr den Namen Falkenhorst, weil hoch über ihr mit wildem Schrei die Falken und Häher kreisten.“ Falkenhorst setzt sich aus dem Namen des Greifvogels „Falke“ und dem Nest für Greifvögel „Horst“ zusammen. Der Falke ist ein in Europa und auch Vorarlberg häufig anzutreffender kleiner Greifvogel. Der Begriff „Horst“ weist zudem auf die Exponiertheit der Villa zum Zeitpunkt des Baues in der Parzelle Flugelin, am Rande der Ringelhalde, hin.

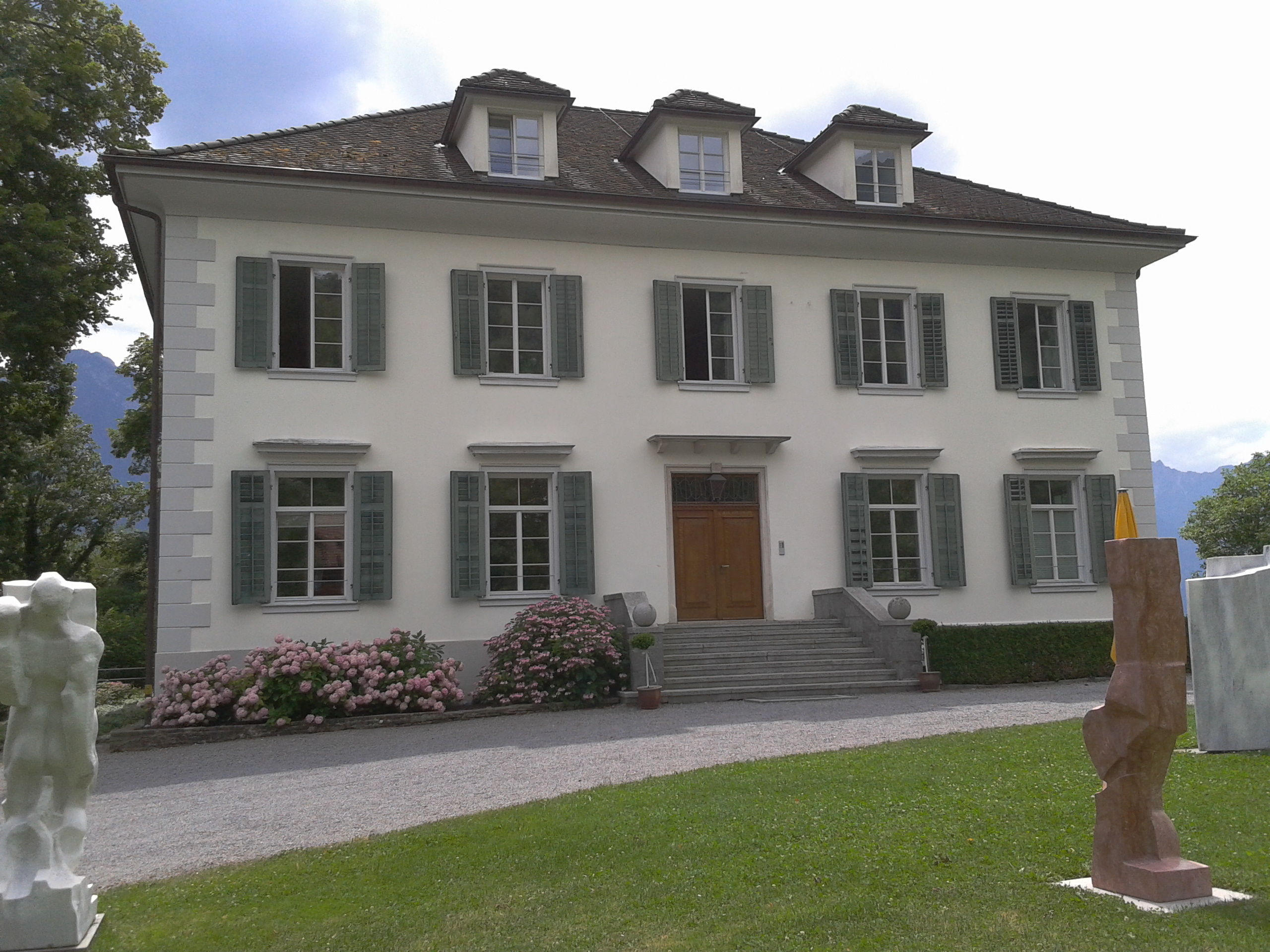
Villa Falkenhorst (Nord Ansicht) (2014)

## Geschichte

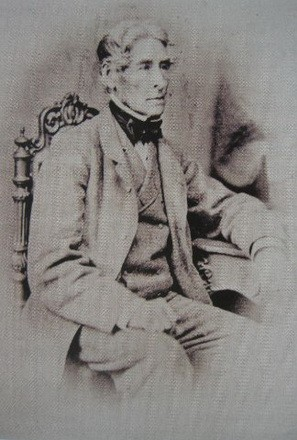
John Douglass, 14th Lord of Tilquillie

1837 gründete der aus altem schottischen Adel stammende John Douglass in Thüringen die „k. k. privilegierte Baumwoll-Spinnerey und Weberey“ (gemeinsam mit A. Escher u. P. Kennedy). Damals ließen John und seine Frau Jane Douglass auch ihren Wohnsitz „Falkenhorst“ errichten: Unweit der Fabrik entstand die stattliche Villa, die Stilmerkmale englischer Landhäuser aufweist und die ein schönes Beispiel Vorarlberger Architektur aus der Zeit der Industrialisierung und des Biedermeiers darstellt.
Laut Gesellschaftsvertrag hatte sich John Douglass verpflichtet, seinen dauernden Wohnsitz in Thüringen zu nehmen. Die ihm übertragene Leitung der Fabrik machte somit auch den Bau eines Wohnhauses für die Familie Douglass erforderlich. Noch bevor Douglass persönlich in Thüringen auftrat, hatte Peter Kennedy bereits 1836 die dafür notwendigen Grundstücke in der Parzelle Flugelin erworben.
In den amtlichen Schreiben des 19. Jahrhunderts war immer nur vom „Wohnhaus“ die Rede; die Bewohner Thüringens sprachen respektvoll von der „Villa“. Erst ab dem frühen 20. Jahrhunderts dürfte sich dann umgangssprachlich der Begriff „Villa Falkenhorst“ durchgesetzt haben. Der Gartenpavillon, welcher im Kostenplan von 1857 als Mittelpunkt des Ziergartens erkennbar ist, wurde 1920 durch einen Gipsmeister renoviert.
Die Kontakte der Douglass zu Persönlichkeiten des öffentlichen Lebens waren zahlreich, weshalb Falkenhorst immer wieder zu einem Brennpunkt des gesellschaftlichen Lebens in Vorarlberg wurde. Durch seinen frühen Tod, der ihn bei der Jagd im Klostertal 1874 ereilte, wurde der Name Douglass rasch zum Mythos.

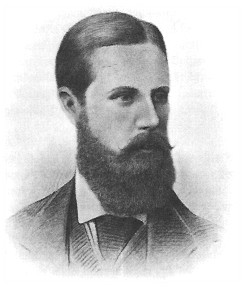
John Sholto Douglass, 15th Lord of Tilquhillie

Am Ende des Zweiten Weltkrieges residierte der in Thüringen kommandierende französische Offizier mit seinem Adjutanten auf Falkenhorst.
In den Jahren 1947 bis 1949 erfolgte ein teilweiser Umbau im Inneren, der größere Auswirkungen vor allem auf die Gestaltung der Hauptfront haben sollte. Der Haupteingang wurde nunmehr aus praktischen Gründen von der Süd- an die Nordseite, dem ehemaligen Dienstboteneingang, verlegt. An der Südseite wurde anstelle der alten Eingangstreppe ein Erker und eine Terrasse errichtet. Darüber hinaus wurde der Einfahrtsbereich neu gestaltet. Die Umbauarbeiten leitete der Dornbirner Architekt Thurnher.
1966 starb Rudolf Kastner. Seine Tochter Gladys und ihr Mann Josef Dietrich, die schon seit den 30er Jahren mit ihren Kindern das Haus alleine bewohnten, wurden nun zum Eigentümer. Nach dem Tod von Gladys Dietrich im Jahre 1995 hatte Falkenhorst ein zweites Mal als ganzjährig bewohntes Gebäude ausgedient.
Die Erben verkauften 1997 die Villa mit den angrenzenden Grundflächen an die Gemeinde Thüringen.

### Historische Ereignisse
| Jahr    | Ereignis |
| ------- | --- |
| 1836    | Peter Kennedy reicht um die Erteilung der Baubewilligung für die Villa Falkenhorst ein. |
| 1837    | Erteilung der Baubewilligung durch das k.k. Land- & Criminal-Gericht Sonnenberg |
| 1837/38 | Bau der Villa Falkenhorst |
| 1838    | Falkenhorst geht in das alleinige Eigentum der Jane Douglass (geborene Kennedy) über. |
| 1838    | John Sholto Douglass wird auf Falkenhorst geboren. |
| 1839    | Erzherzog Johann besucht mit dem Kreishauptmann Ebner die Villa, sowie kurz darauf der Vizekönig von Mailand, Erzherzog Rainer. |
| 1862/64 | John und Jane Douglass zogen zurück nach Schottland. John Sholto Douglass übernahm die Villa zu Wohnzwecken für seine Familie. Seine Frau Wanda und die Kinder verließen 1874/75, nach dem Tod von John Sholto Douglass, die Villa. |
| 1868    | Norman Douglass wird auf Falkenhorst geboren. |
| 1874/75 | Wanda Douglass und die Kinder verlassen Falkenhorst. |
| 1885    | John Douglass jr. zieht wieder in Falkenhorst ein. |
| 1891    | Am 20. Juni wurde die Villa von Jane Douglass an ihren Enkelsohn John William Douglass um 1500 Pfund Sterling verkauft. |
| 1904    | Heinrich Wintsch jr. erwarb die Villa. |
| 1909    | Wiener Textilfabrikanten Rudolf Kastner kauft die Villa mit der Parkanlage. |
| 1947/49 | Die Villa wurde umgebaut und der bisherige Haupteingang von der Südseite an die Nordseite des Hauses verlegt (bisheriger Dienstboteneingang).                                                                                       |
| 1966    | Das Eigentum an der Villa ging im Erbwege an die Familie Gladys und Josef Dittrich. |
| 1995/97 | Nach dem Ableben von Gladys Dittrich 1995 erwarb 1997 die Gemeinde Thüringen die Villa. Die Villa wird unter Denkmalschutz gestellt.                                                                                                |
| 1998/99 | Die Räume der Villa Falkenhorst werden unter der Leitung von Architekt Helmut Kuess (Bregenz) für repräsentative Zwecke und für Veranstaltungen kultureller Art adaptiert.                                                          |

### Bedeutung für die Region
Im kleinen Dorf Thüringen ist die Villa ein Wahrzeichen und prägt das Ortsbild maßgeblich. Aufgrund der historischen Bedeutung der Textilindustrie für Vorarlberg haben die herrschaftlichen Wohnhäuser der Textilfabrikanten zur Zeit des Früh- und Hochkapitalismus eine besondere Relevanz auch für die baugeschichtliche und die Architekturentwicklung.
Die Villa Falkenhorst entstand in einer Zeit, in der auch andere Vorarlberger Industrielle z. B. in Dornbirn, Feldkirch und Kennelbach ähnliche herrschaftliche Villen bauten und damit die wirtschaftliche und gesellschaftliche Macht unterstrichen, welche diese Unternehmer in kurzer Zeit erlangt hatten. Die Villa Falkenhorst diente aufgrund der Lage auf und an der Kante der Ringelhalde auch dazu, sich von der örtlichen Bevölkerung und den Fabrikarbeitern abzugrenzen und abzuheben.
Die Hausherren Douglass waren liberal in der Einstellung, offen für Neues, und die Villa jahrzehntelang, insbesondere im 19. Jahrhundert, ein Ort des Austausches von Intellektuellen und Künstlern (siehe auch Grete Gulbransson).

#### Thüringer Textilfabrik
- Der Thüringer Wasserfall und die sich damit verbundenen Möglichkeiten eine Spinnerei zu errichten, kaufte Peter Kennedy 1832 die alte Schmiede und das Gebiet um den Wasserfall.
- 1834 folgten weitere Grundkäufe und im Herbst 1835 wurde schließlich mit dem Bau des Spinnereigebäudes begonnen.
- 1837 konnte mit einem Teil des Betriebes begonnen werden. Ab dem Jahre 1850 war John Douglass alleiniger Besitzer des Unternehmens.
- Die Firmenübernahme seines Sohnes John Sholto Douglass erfolgte in den frühen 60er Jahren, als sich John Douglass nach England bzw. nach Schottland zurückzog.
- 1904 verkaufte sein Sohn John Douglass Junior schließlich den Besitz an Heinrich Wintsch Junior, welcher seinerseits den Besitz fünf Jahre später an den Textilfabrikanten Ing. Rudolf Kastner veräußerte.
- 1985 kaufte die Gemeinde Thüringen die Fabrikanlage, welche teilweise in eine Wohnanlage umgewandelt wurde.

### Villa Falkenhorst heute

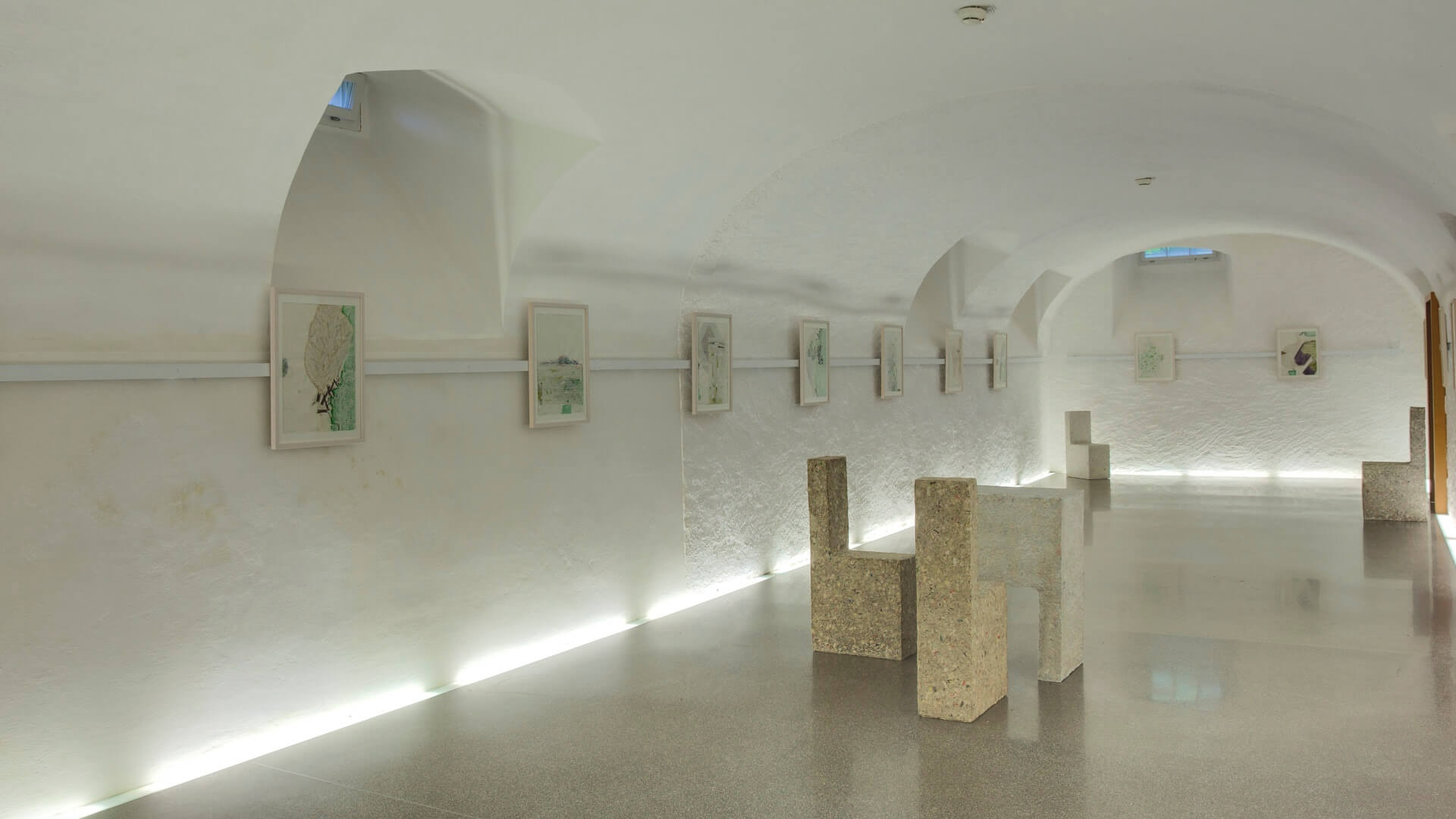
Villa Falkenhorst Keller (2020)

Die Villa Falkenhorst ist seit 20 Jahren ein kulturelles Zentrum im Walgau. In den Räumlichkeiten sowie im großen Park der Villa finden eine Vielfalt an Kulturveranstaltungen statt – Konzerte, Ausstellungen, Lesungen, Theater, Workshops, Bildungsveranstaltungen und vieles mehr. Der Verein Villa Falkenhorst ist für die Planung und Durchführung der Veranstaltungen verantwortlich und kümmert sich gemeinsam mit der Gemeinde Thüringen um die Pflege und den Erhalt dieses architektonischen Kleinodes.
Falkenhorst übernimmt Funktionen, die mit der geschichtlichen, gesellschaftlichen, kulturellen und wirtschaftlichen Tradition des Hauses im Einklang stehen. Als kultureller Nah- und Grundversorger in der Region bietet das Haus eine Plattform für regionale und internationale Künstlerinnen und Künstler mit einer breiten Palette an Angeboten, die sowohl die schönen Künste beinhalten, wie auch die Themen Bildung und Geschichte.

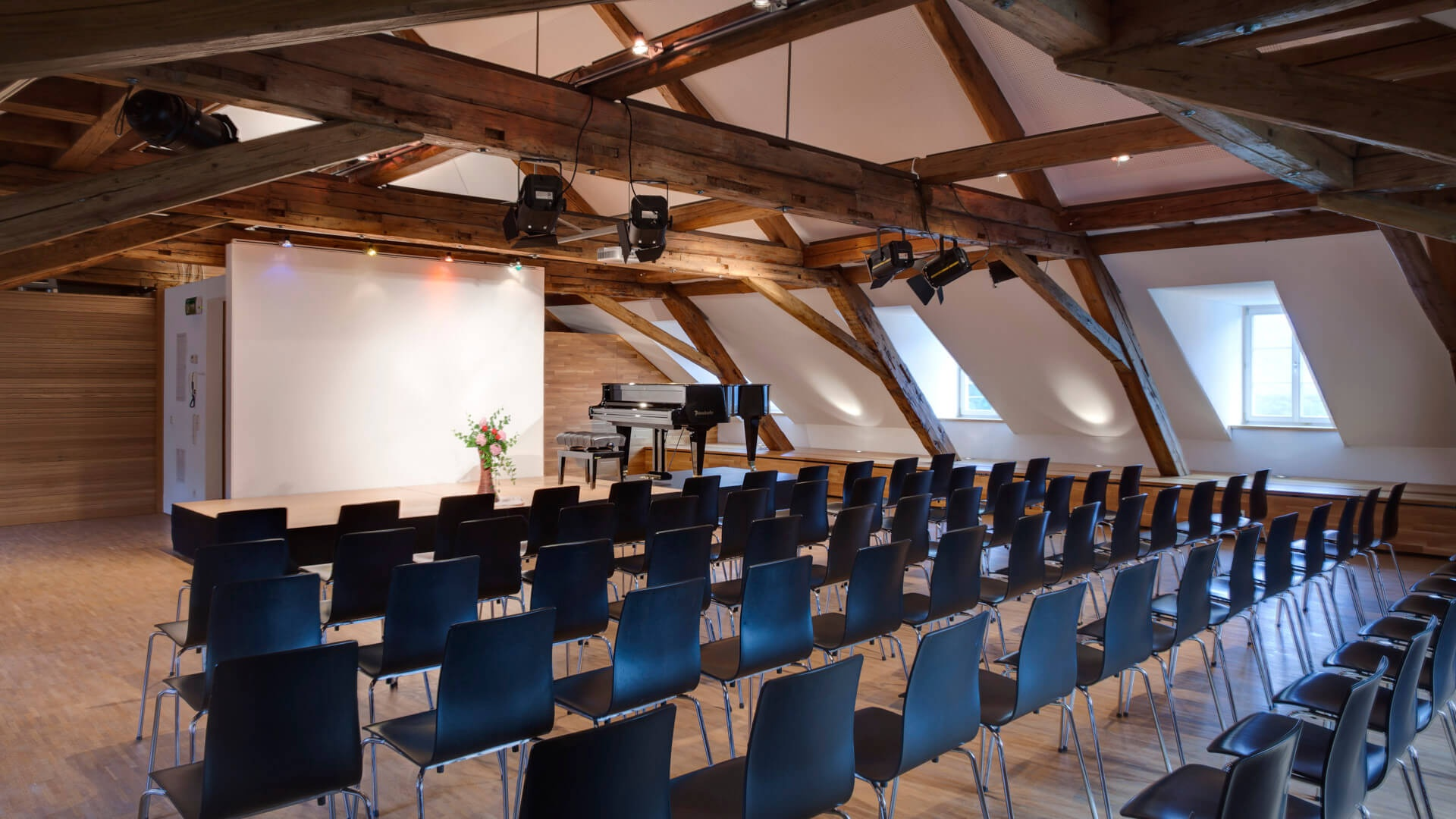
Villa Falkenhorst Saal (2022)

In all diesen Bereichen finden eine Vielzahl an Veranstaltungen und Formaten auf Falkenhorst statt. Highlights sind beispielsweise der Skulpturenpark, der alljährlich im Sommer renommierte Bildhauer und Land Art Künstlerinnen und Künstler mit ihren Werken präsentiert.
- 360° Ansicht der Villa Falkenhorst

#### Heiraten in der Villa Falkenhorst
Die Villa Falkenhorst ist eine Außenstelle des Standesamts Thüringen, somit kann man die standesamtliche Trauung direkt auf Falkenhorst planen – in Abstimmung mit der Gemeinde Thüringen. Die Villa und der Park stehen auch für freie Trauungen oder Segnungen zur Verfügung.

#### Verein
Der Verein Villa Falkenhorst wurde im Jahr 2006 gegründet und unterstützt seit damals als Freundeskreis aktiv die Kulturarbeit der Villa Falkenhorst. Der ehrenamtliche Vorstand ist gemeinsam mit der Geschäftsführung für das Programm auf Falkenhorst verantwortlich.
Mehr als 350 Mitglieder leisten durch ihre finanzielle und ideelle Mitverantwortung einen Beitrag zur positiven Weiterentwicklung und der Förderung der Kulturarbeit auf Falkenhorst.

#### Vorstand
- Obmann: Thomas Bitsche
- Obmann Stellv.: Dr. Sabine Purtscher
- Kassier: Ing. Stefan Burtscher
- Schriftführer: DI Dr. Ernst Bitsche
- Beirat: Vizebürgermeister DI Reinhold Schneider, Mag. Bernd Konzett, Mag. Elisabeth Tschann, Annette Heim

Die Villa Falkenhorst ist Korporatives Mitglied der  Kulturpolitischen Gesellschaft.